# Vincenzo Trani
Vincenzo Trani (Pastena, 1863 – 22 marzo 1931) è stato un poliziotto italiano.

## I fatti di Monzone

Pietro Procuranti, muratore, già nazionalista e iscritto al fascio di Massa fu ucciso a colpi di rivoltella il 15 luglio 1921

Trani fu inviato a Massa, dallo stesso Presidente del Consiglio Ivanoe Bonomi, per indagare sugli scontri che erano divampati in Lunigiana a seguito dell'omicidio, a Tendola di Carrara, del nazionalista Pietro Procuranti.
Infatti il 17 luglio 1921, dopo i funerali, una squadra fascista, proveniente da Carrara e guidata da Renato Ricci, si diresse a Monzone, paese natale di Procuranti e dove avrebbe dovuto tenersi un comizio del comunista Del Ranco, e assaltò la cooperativa cittadina;  negli scontri che seguirono furono uccisi i comunisti Dino Rossi e Primo Garfagnini. Inoltre, lungo la strada di ritorno uno dei camion guidati dai fascisti, giunto presso Santo Stefano di Magra si dovette fermare a causa di un guasto a motore, nel corso della sosta i fascisti furono oggetto di colpi di fucile che ne ferirono diversi. A questo punto l'abitato fu assaltato e nel corso dell'azione ci furono diversi feriti e due vittime. Ripartiti fu ancora ferito mortalmente Silvio Spadaccini. Sulla strada del ritorno gli squadristi, furono bloccati dai carabinieri al confine con Sarzana, dove nella speranza di evitare scontri, per impedire che transitassero in città li fecero proseguire a piedi nella campagna mentre i mezzi sarebbero stati scortati dai carabinieri all'uscita della città. Mentre si trovavano in campagna si scatenò un conflitto a fuoco con un gruppo di Arditi del Popolo nella zona a sud della città, il fascista Venanzio Dell'Amico fu trovato isolato e dopo essere stato circondato fu ucciso.
A causa di questi avvenimenti i carabinieri, agli ordini del tenente Vinci Nicodemi, procedettero all'arresto delle persone coinvolte. Furono pertanto arrestati undici fascisti, compreso Renato Ricci mentre non si poté procedere all'arresto degli arditi del popolo, autori dell'omicidio di Dell'Amico, poiché non fu possibile identificarli. I fascisti di Carrara richiesero ai carabinieri di Sarzana il rilascio degli arrestati minacciando rappresaglie.

## Le indagini su Sarzana
Gli avvenimenti di Monzone, su cui era stato chiamato ad indagare l'ispettore Trani ebbero poi un drammatico seguito nella provincia adiacente nei cosiddetti fatti di Sarzana. Trani ebbe estesa la propria responsabilità oltre che sulla Provincia di Massa e Carrara anche sulla provincia di Genova Al tempo La Spezia ricadeva nella provincia di Genova. Questa nomina comportò dissapori con il prefetto di Genova Cesare Poggi che temendo rappresaglie da parte dei fascisti contro il capitano Guido Jurgens aveva proposto di allontanarlo, soluzione cui si oppose fermamente Trani e che denunciò nella sua relazione finale.

### Il primo sparo
Uno dei motivi scatenanti gli scontri nella piazza della stazione fu un colpo d'arma da fuoco che a un certo punto fu sparato. Il capitano Guido Jurgens indicò senza esitatazione i fascisti che lo fronteggiavano come i responsabili: "parti in quegli istanti dalla parte dei fascisti il primo colpo seguito a breve intervallo da numerosi altri" Accusa fermamente respinti dai fascisti che si trovavano in piazza che indicarono come responsabili gli arditi del popolo appostati alle loro spalle infatti, come riassunto su Il Tirreno il 22 luglio 1921 gli stessi "escludono in modo assoluto di avere sparato essi la fucilata contro i carabinieri. Nessuno dei fascisti era armato con fucili da caccia. Il colpo di fucile era partito dalle loro spalle, ed essi avevano visto bene il lampo. Per nessuna ragione, ci dichiarano, essi avrebbero aperto il fuoco contro i carabinieri".
In base alle indagini svolte, l'ispettore Trani, ipotizzò che a sparare per primi fossero stati i fascisti. Di segno completamente opposte invece le conclusioni del colonnello della Regia Guardia Nestore Cantuti nella sua relazione del 24 luglio 1921, che al Prefetto di Genova scrisse "Dalle indagini fatte risulta in modo certo che il primo colpo non partì dalla forza, e dato che i fascisti affermano recisamente di non aver sparato per primi, si è indotti a credere che un colpo sia partito dalle vicinanze della stazione, forse da qualche sovversivo pratico di tumulti e conscio che il primo colpo genera il conflitto, facendo credere all'una parte che l'altra abbia aperto il fuoco....nascosti dalla vegetazione, certamente hanno tirato sia contro la forza, sia contro i fascisti, e poscia eseguito il massacro dei giovani, che spaventati dagli spari, si erano gettati nei campi.".
Unulteriore indagine fu fatta per volere di don Luigi Sturzo il quale inviò l'onorevole Paolo Cappa del Partito Popolare che stabilì l'impossibilità di giungere ad una soluzione certa: "è difficile io ritengo anzi impossibile, stabilire con precisione da chi in realtà il primo colpo sia stato sparato: malgrado l'inchiesta condotta dall'ispettore generale dell'Interno comm. Trani affermi essere accertato che siano stati i fascisti ad iniziare il fuoco contro la forza pubblica. Le testimonianze anche su varie parti lasciano molti dubbi in proposito"

### La scarcerazione di Ricci
Trani indagò inoltre sulle motivazioni che avevano portato alla scarcerazione dei fascisti detenuti nel locale carcere nella stessa mattinata del 21 luglio, quando la spedizione fascista era giunta a Sarzana. La scarcerazione dei prigionieri, tra cui si trovava anche Renato Ricci era il principale obiettivo della colonna giunta a Sarzana. La seguente indagine che riguardò appunto l'operato del procuratore del re che aveva disposto la scarcerazione, e che interessò anche il ministro Bonomi, ne accertò il corretto operare.

### I contrasti col prefetto di Genova
Ciò che maggiormente preoccupava l'ispettore Trani era il rischio che il comprensorio potesse essere investito da una nuova spedizione punitiva dei fascisti alla ricerca di vendetta e ne ipotizzò il progressivo disarmo. Il 22 luglio presso Fossola una squadra fascista, per vendicare i morti di Sarzana, aprì il fuoco su un gruppo di operai uccidendone tre.. Trani relazionò:
(Ispettore Vincenzo Trani)
In contrasto con Trani, che sosteneva la necessità di disarmare solo i fascisti, si pose il prefetto di Genova Cesare Poggi che riteneva opportuno procedere al disarmo di chiunque e denunciò come numerosi arditi del popolo continuassero a girare armati:
(Prefetto di Genova Poggi)
Trani replicò che i contadini girassero armati per potersi difendere da minacciate spedizioni punitive e si impegnò principalmente nella pacificazione del territorio cercando di convincere i nuclei armati di entrambi gli schieramenti a ritornare nelle proprie case. Non disdegnando, secondo una nota riservata scritta da Trani stesso, a richiedere a Roma ingenti cifre per procedere al finanziamento dei capi anarchici e comunisti "per averli validi cooperatori" Anche in questo caso il prefetto Poggi contrastò Trani, timoroso che troppa acquiescenza nei confronti dei capi "sovversivi" avrebbe provocato la reazione dei fascisti e dei partiti "d'ordine". Poggi propose inoltre la sostituzione di Trani con il proprio vice Rossi.
Il 31 luglio Rossi fu affiancato a Trani e in giornata si trasferì a La Spezia. Già il giorno seguente nacquero contrasti fra i due. Rossi aveva raccolto informative che riguardavano l'attività di Trani che inviò a Roma:
(Viceprefetto Rossi)
Un ulteriore colloquio avvenuto tra Trani e il sindaco socialista di Sarzana Pietro Arnaldo Terzi il 2 agosto alimentò ulteriori sospetti nei suoi confronti. Soprattutto per il fatto che volle mantenerlo segreto escludendo la presenza di funzionari come invece era sempre avvenuto precedentemente. Il 5 agosto 1921 Trani fu richiamato a Roma dallo stesso ministro Ivanoe Bonomi e tutti i suoi incarichi furono trasferiti a Rossi.

### Gli ultimi anni
Nel 1922 Trani fu ancora inviato a Parma e in Lunigiana per una breve ispezione informativa. Nel dicembre dello stesso anno fu nominato questore di Venezia e commissario generale per tutto il Veneto. Il 25 febbraio 1923, con Regio decreto fu collocato a riposo.

## Curiosità
Alla sua figura è stato dedicato un film Nella città perduta di Sarzana.